# Hnutí 64 žup

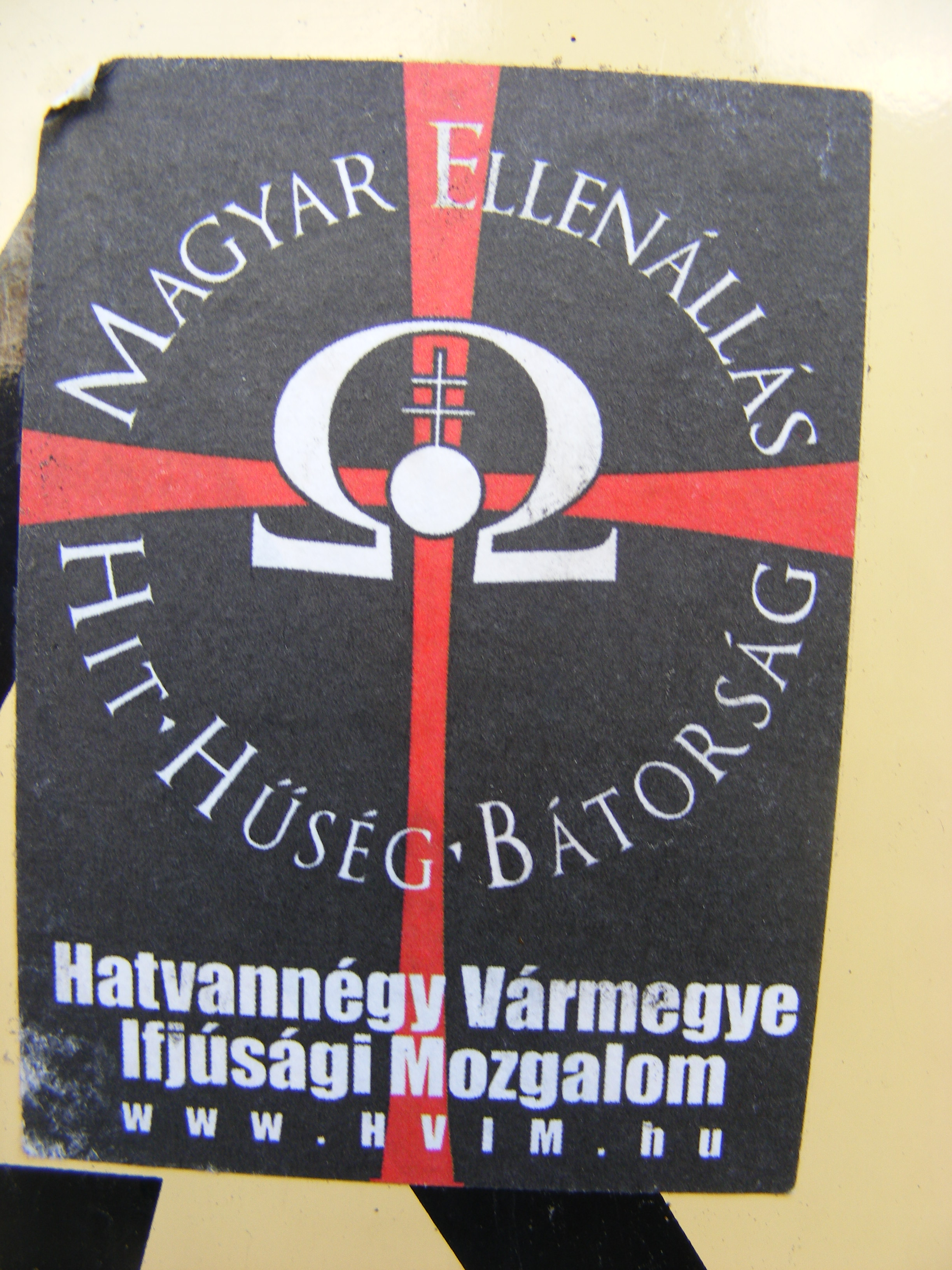
Oficiální logo 'Hnutí 64 žup'

Hnutí 64 žup, plným názvem Mládežnické hnutí 64 žup (maďarsky Hatvannégy Vármegyei Ifjusági Mozgalom, HVIM) je radikální nacionalistické a revizionistické politické hnutí v Maďarsku. Název hnutí je odvozen od správního dělení Uherska, které se skládalo ze 64 žup. Jeho cílem je sjednocení všech Maďarů v jednom státě a revize Trianonské smlouvy. 

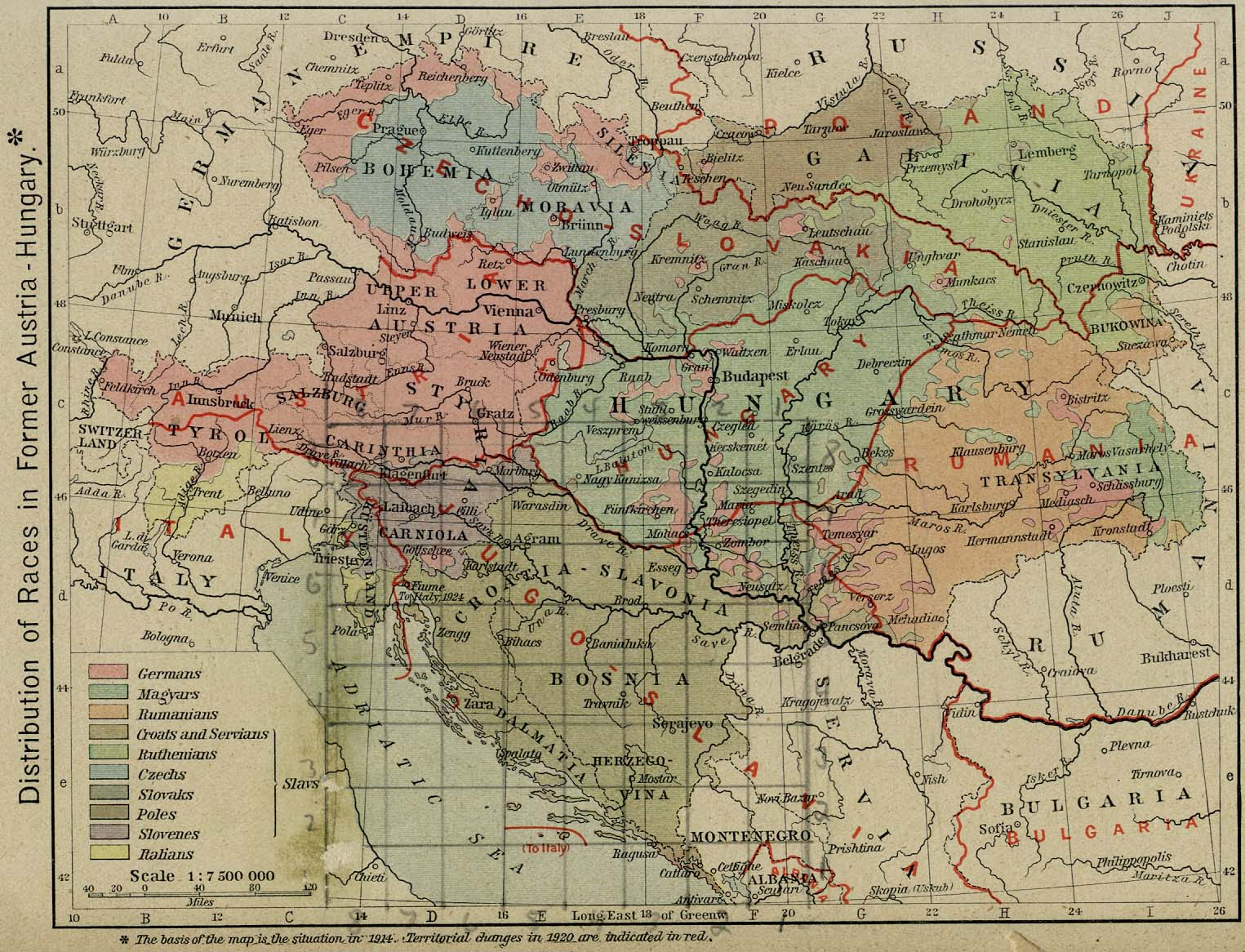
Uhersko a Maďarsko po Trianonské smlouvě

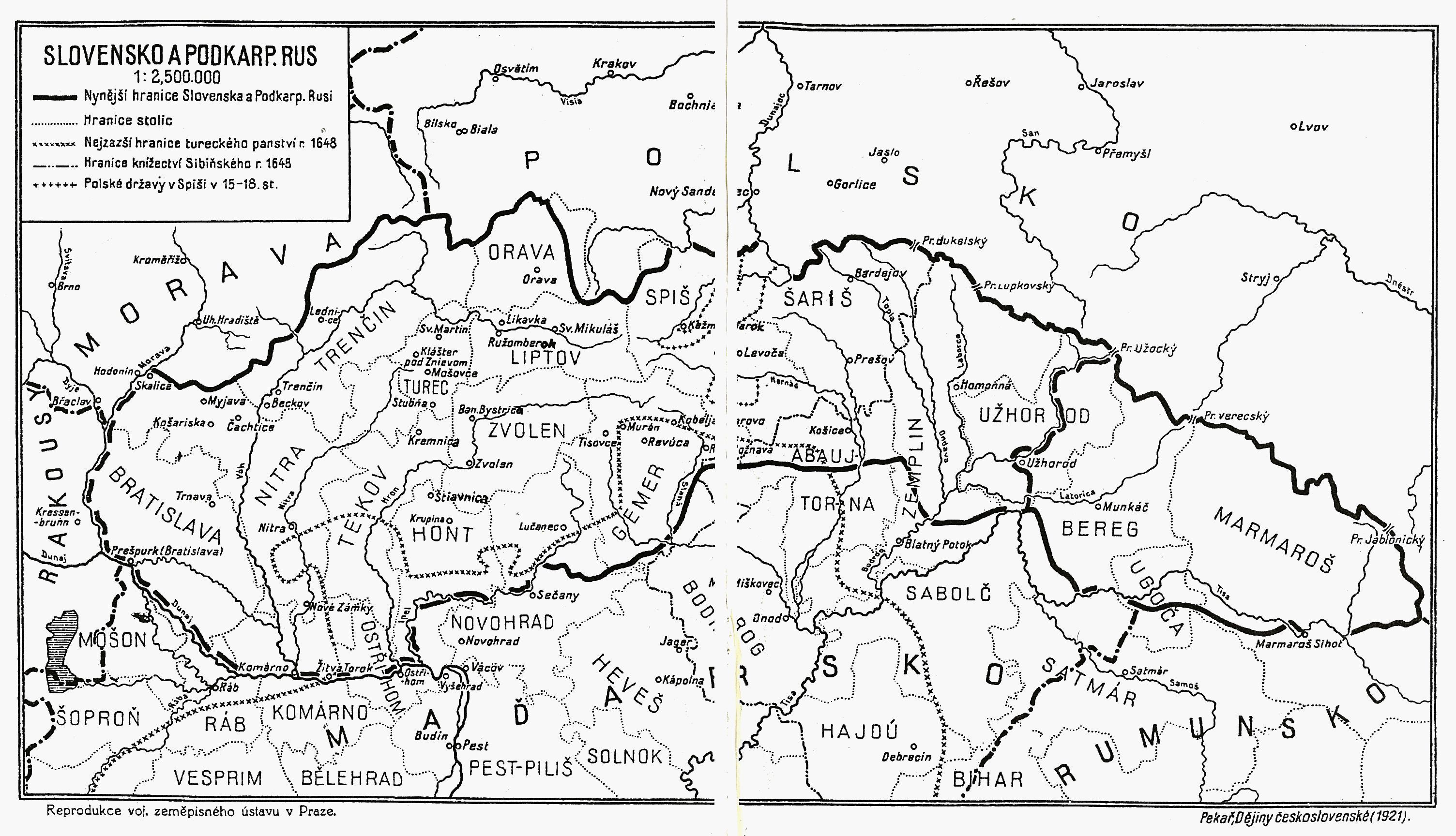
Nově vytvořené Slovensko a bývalé uherské župy

Hnutí založil roku 2001 a až do roku 2006 vedl László Toroczkai. Lídrem hnutí je Gyula György Zagyva (* 1976).